# Alexander Farnerud
Alexander Farnerud (Landskrona, Suecia, 1 de mayo de 1984) es un exfutbolista sueco que jugaba de centrocampista.
Su hermano Pontus Farnerud también fue futbolista.

## Selección nacional
Fue internacional con la selección de fútbol de Suecia en ocho ocasiones y anotó dos goles.

## Clubes
| Club                | País      | Año       |
| ------------------- | --------- | --------- |
| Landskrona BoIS     | Suecia    | 2001-2003 |
| R. C. Estrasburgo   | Francia   | 2004-2006 |
| VfB Stuttgart       | Alemania  | 2006-2008 |
| Brøndby IF          | Dinamarca | 2008-2010 |
| B. S. C. Young Boys | Suiza     | 2011-2013 |
| Torino F. C.        | Italia    | 2013-2016 |
| BK Häcken           | Suecia    | 2016-2017 |
| Helsingborgs IF     | Suecia    | 2018-2019 |
| IFK Göteborg        | Suecia    | 2020      |
| F. C. Chiasso       | Suiza     | 2021-2022 |
| TV Echterdingen     | Alemania  | 2023-2024 |

## Palmarés

### Campeonatos nacionales
| Título                     | Club              | País     | Año  |
| -------------------------- | ----------------- | -------- | ---- |
| Copa de la Liga de Francia | R. C. Estrasburgo | Francia  | 2005 |
| 1. Bundesliga              | VfB Stuttgart     | Alemania | 2007 |